# 別所 (八王子市)
別所（べっしょ）は、東京都八王子市の地名。現行行政町名は別所一丁目及び別所二丁目。住居表示未実施区域。郵便番号は192-0363（八王子南郵便局管区）。

## 地理
東京都八王子市の南部に位置し、東で多摩市中沢・松木、西で南大沢、南で多摩市唐木田・町田市上小山田町、北で堀之内・東中野・松が谷と隣接する。団地やマンションが建ち並び、別所谷戸の風景は一部を残して見られない。多摩ニュータウンの中では比較的新しいマンションなどが多い。南部にはぐりーんうぉーく多摩がある。

### 河川
- 別所川

大栗川の支流。長池を水源としている。

### 池
- 長池

ダイダラボッチ伝説、浄瑠璃姫伝説など、数々の伝承が伝わる池。現在は公園として整備されている。
- 築池

### 地価
住宅地の地価は、2014年（平成26年）1月1日の公示地価によれば、別所1丁目18番3の地点で17万6000円/m2となっている。

## 歴史
江戸時代は多摩郡柚木領の一部であり、別所村とされた。当初は天領だったが寛文4年（1663年）に旗本・土屋氏の知行地となった。その後、天和2年（1682年）に土屋氏が転封されると天領に戻り、元禄11年（1698年）に旗本・松平氏の知行地となり、明治維新を迎えた。
明治元年（1868年）に神奈川県に別所村として組み込まれ、1878年（明治11年）から県内に 南多摩郡が置かれるとその一部となった。1889年（明治22年）に町村制施行に伴って由木村が成立したため同村内の大字となる。1964年（昭和39年）に由木村が八王子市に編入されて八王子市別所となり、現在に至る。

### 地名の由来
古代の日本では薬師堂などのある土地を別所と名付ける事が多く、当地には蓮生寺があった事からこの名が付いた。

### 浄瑠璃姫
昔、別所に豪族が住んでおり、浄瑠璃という姫がいた。戦乱の中家族が亡くなり、途方に暮れてしまった姫は、悲しみのあまり日頃から厚く信仰し守り仏としていた薬師の像を抱いて、長池に身を投げて死んでしまった。その後、長池からこの姫が抱いていた薬師像が池から取り出され、薬師堂の本堂である薬師瑠璃光如来になったと伝えられている。かつては、毎年5月5日に浄瑠璃姫をしのび、盛大な祭りが開かれていた。

### 蓮生寺と薬師堂
薬師堂は、1588年（天正16年）の火災で焼け、1705年（宝永2年）に再建したもの。松平二郎左ヱ門寄進の薬師の木像は秘仏とされ戸帳を固く閉じ、住僧といえども簡単に見ることができなかった。山門は取り払われてあとかたもないが、護良親王筆の「由木山」の扁額がある。蓮生寺の草創は古く、吾妻鏡によると源頼朝が由良御前のお腹にいたとき、腹帯を持って上がった円浄が京都から来て創った寺だと言われており、頼朝は円浄を鎌倉に呼び、別所の田畑1町歩を与えてその面倒を見たという。

### 沿革
- 江戸時代 - 武蔵国多摩郡別所村となり、天領であった。
- 1663年（寛文4年） - 旗本・土屋氏の知行地となった。
- 1682年（天和2年） - 土屋氏が転封されると天領に戻る。
- 1698年（元禄11年） - 旗本・松平氏の知行地となる。
- 1869年（明治2年） - 品川県成立に伴い、別所村は品川県に組み込まれる。
- 1870年（明治3年） - 神奈川県に編入される。
- 1878年（明治11年） - 神奈川県に 南多摩郡が設置され、神奈川県南多摩郡別所村となる。
- 1889年（明治22年） - 町村制施行に伴い、別所村は周辺10ヶ村と合併し、神奈川県南多摩郡由木村別所となる。
- 1893年（明治26年）- 南多摩郡が、神奈川県から東京府に移管され、東京府南多摩郡由木村となる。
- 1964年（昭和39年） - 由木村が八王子市に合併。八王子市別所となる。
- 1990年（平成2年）4月1日 - 八王子市立別所中学校が開校。
- 1990年（平成2年）4月1日 - 八王子市立秋葉台小学校が開校。
- 1992年（平成4年）4月1日 - 八王子市立別所小学校が開校。
- 1994年（平成6年）4月1日 - 八王子市立松木中学校が開校。
- 1997年（平成9年）4月1日 - 八王子市立長池小学校が開校。
- 2001年（平成13年） - ライブ長池地区が首都圏初の「美しいまちなみ大賞」を受賞。
- 2007年（平成19年） - ぐりーんうぉーく多摩がオープン。

## 世帯数と人口
2017年（平成29年）12月31日現在の世帯数と人口は以下の通りである。
| 丁目       | 世帯数    | 人口     |
| ---------- | --------- | -------- |
| 別所一丁目 | 4,444世帯 | 11,631人 |
| 別所二丁目 | 3,835世帯 | 9,641人  |
| 計         | 8,279世帯 | 21,272人 |

## 小・中学校の学区
市立小・中学校に通う場合、学区は以下の通りとなる。
| 丁目       | 番地                            | 小学校                 | 中学校               | 通学許可校                                                              |
| ---------- | ------------------------------- | ---------------------- | -------------------- | ----------------------------------------------------------------------- |
| 別所一丁目 | 1〜6番地                        | 八王子市立別所小学校   | 八王子市立別所中学校 | 八王子市立松木小学校 八王子市立松木中学校（松木小卒業の場合は入学可能） |
| 別所一丁目 | 7〜26番地                       | 八王子市立別所小学校   | 八王子市立別所中学校 |                                                                         |
| 別所一丁目 | 27番地〜38番地1 38番地3〜40番地 | 八王子市立松木小学校   | 八王子市立松木中学校 |                                                                         |
| 別所一丁目 | その他                          | 八王子市立長池小学校   | 八王子市立松木中学校 |                                                                         |
| 別所二丁目 | 1〜17番地 19番地 22〜28番地     | 八王子市立秋葉台小学校 | 八王子市立別所中学校 |                                                                         |
| 別所二丁目 | その他                          | 八王子市立別所小学校   | 八王子市立別所中学校 |                                                                         |

## 交通

### 鉄道
別所には鉄道路線は通っていないが、北部では堀之内との境にある京王相模原線京王堀之内駅、南部では小田急電鉄多摩線唐木田駅が至近であり、西部では京王相模原線南大沢駅が近い。

### バス
区域内を京王バス南大沢営業所および神奈川中央交通多摩営業所が担当する以下の路線バスが通る。
- 堀01：京王堀之内駅 → せせらぎ橋 → 見附橋 → 蓮生寺 → 京王堀之内駅（見附橋循環・せせらぎ橋先回り、始発から12時台まで）
- 堀02：京王堀之内駅 → 蓮生寺 → 見附橋 → せせらぎ橋 → 京王堀之内駅（見附橋循環・蓮生寺先回り、13時台から最終まで）
- 堀03：京王堀之内駅 - 松木中学校 - 見附橋 - 南大沢団地 - 大平公園 - 南大沢駅（別所の区域内は長池公園西バス停まで）

いずれの系統も、京王バス・神奈中バスの共同運行となっている。

### 道路・橋梁
- 東京都道155号町田平山八王子線
- 東京都道158号小山乞田線（通称：南多摩尾根幹線道路）
- 長池見附橋

## 施設

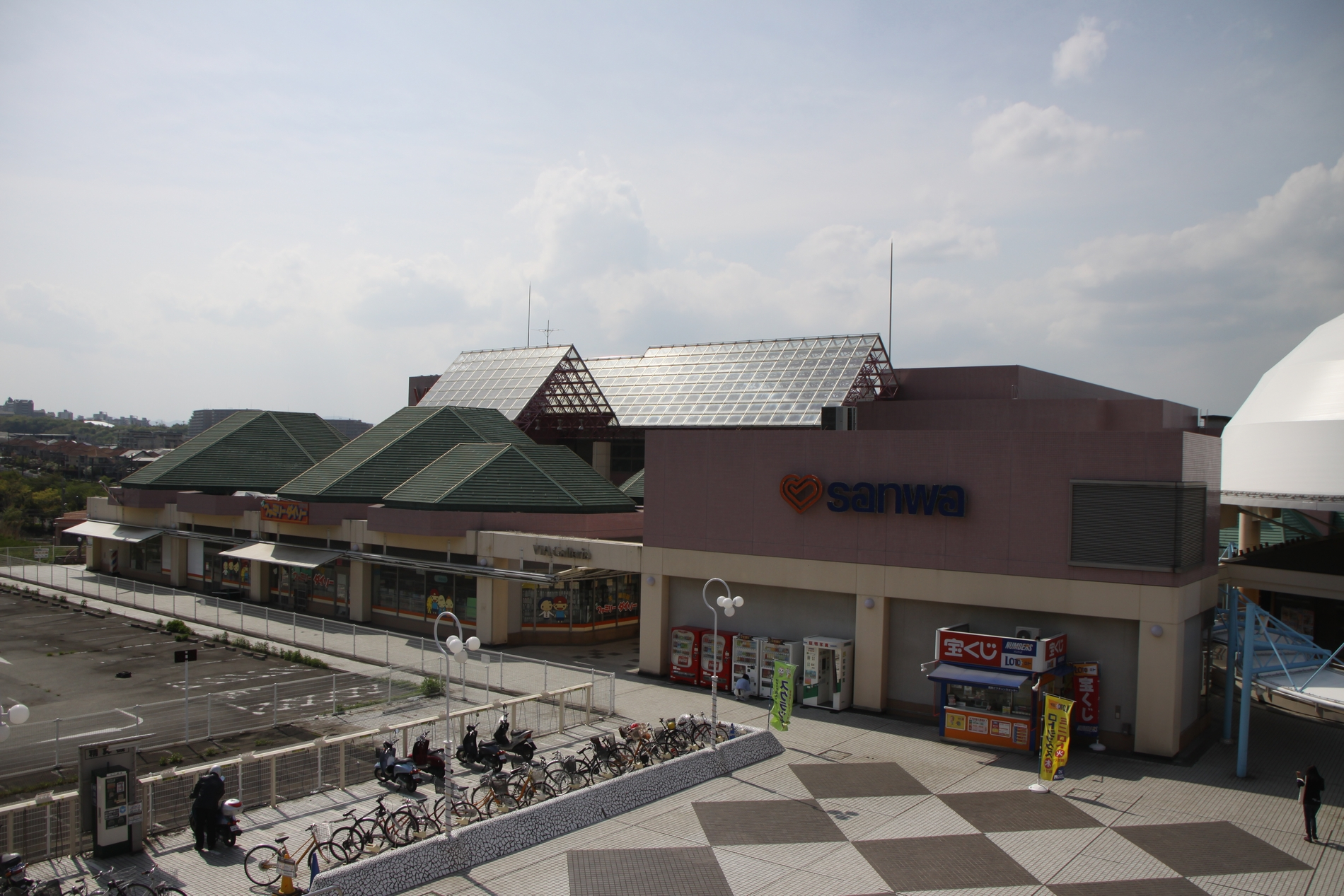
VIA NAGAIKE

### 教育機関
- 八王子市立秋葉台小学校 - 平成30年より、コミュニティ・スクールになっている
- 八王子市立別所小学校
- 八王子市立長池小学校
- 八王子市立別所中学校
- 八王子市立松木中学校

### 商業施設
- VIA NAGAIKE(ビア長池)
  - 店舗はリンク参照
- ぐりーんうぉーく多摩
  - 店舗はリンク参照
- （2020年3月完成予定）
- ファッション市場サンキ 多摩ニュータウン店
- ケーズデンキ 多摩ニュータウン店
- PCデポ 多摩ニュータウン店 2011年4月29日開店
- ペットエコ 多摩 本店

### 医療施設
- せきぐち はり・きゅう 整骨院
- 別所メディカルクリニック
- ぐりーんうぉーく歯科

### 公園・緑地

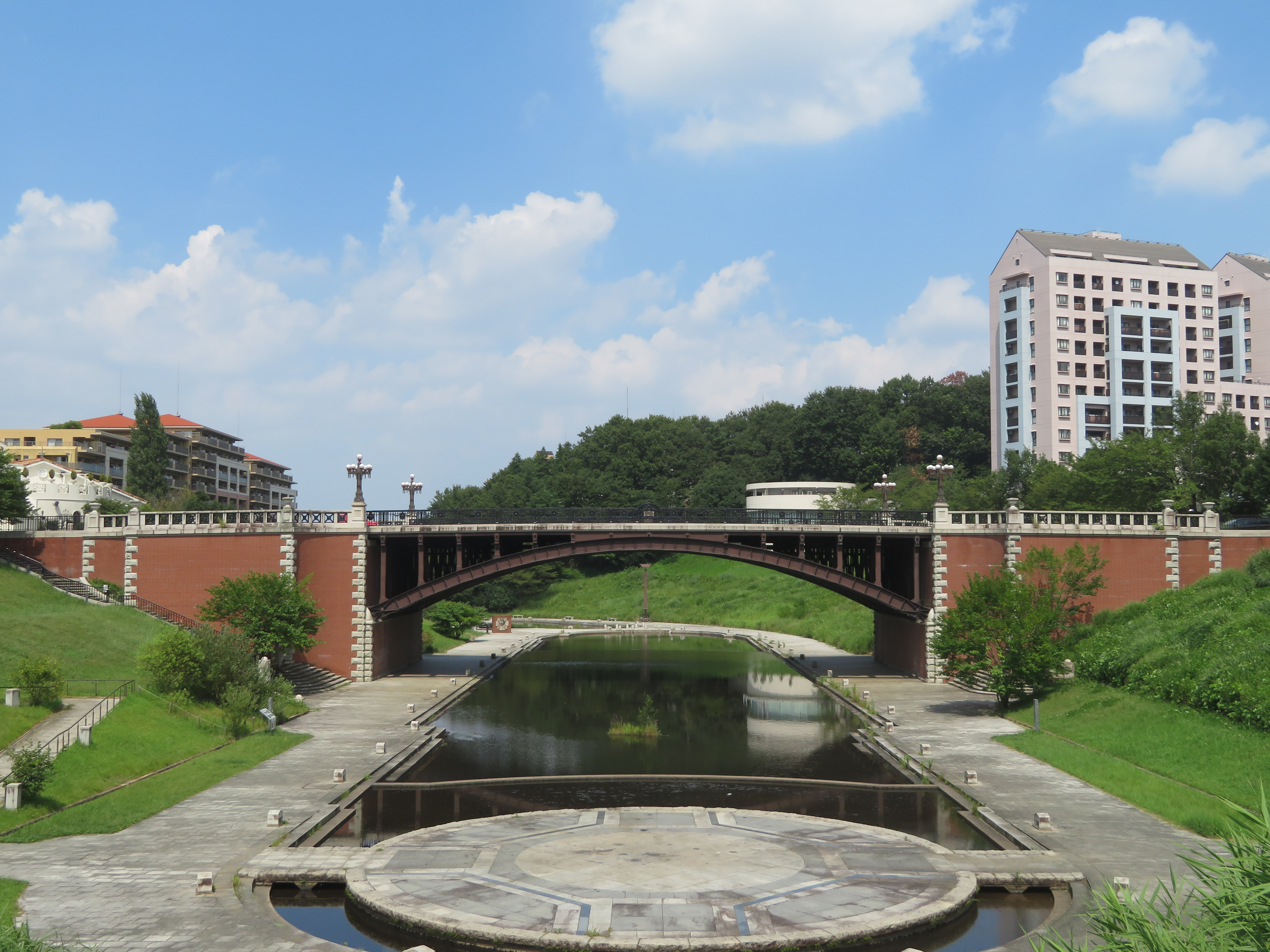
長池見附橋

- 長池公園 - 里山が保全され、東京四谷にあった四谷見附橋を生きた文化財として移築し、八王子八十八景のひとつである長池見附橋がある。
- 蓮生寺公園
- 浄瑠璃緑地
- 別所公園
- 別所坂公園
- 別所夕陽が丘緑地
- 秋葉台公園
- 別所くすのき公園
- やまざくら公園
- 松木公園
- 九兵衛坂公園

### その他
- トップインドアステージ多摩（テニススクール）
- 全労済情報センター
- 丸紅多摩センター研修所
- 由木通信所